# Säbrå tingslag
Säbrå tingslag var ett tingslag vars område låg direkt väst om staden Härnösand i nuvarande Härnösands kommun. 
Tingsstället låg i Älandsbro.
Säbrå tingslags verksamhet överfördes den 1 september 1905 till Ångermanlands södra domsagas tingslag.
Tingslaget hörde i perioden 1811-1882 till Södra Ångermanlands domsaga och därefter till Ångermanlands södra domsaga.

## Socknar
Säbrå tingslag omfattade socknar.
- Häggdånger
- Stigsjö
- Säbrå
- Viksjö
- Härnö uppgick 1873 i Härnösands stad